# Olay
Olay или Olaz (ранее Oil of Olay, Oil of Olaz, Oil of Ulan или Oil of Ulay) — американский бренд средств по уходу за кожей, принадлежащий компании Procter & Gamble. В 2009 финансовом году, который закончился 30 июня, на долю Olay приходилось около 2,8 миллиарда долларов выручки P&G.

## История
Бренд возник в Южной Африке под названием Oil of Olay. Грэм Вульф (1916—2008), бывший химик Unilever из Дурбана, основал Olay в 1952 году. Он выбрал название «Oil of Olay» в качестве вариации слова «ланолин» — ключевого ингредиента.
В первые дни под брендом Olay выпускалась розовая жидкость. Бывший копирайтер Вульф и его партнёр по маркетингу Джек Лоу протестировали продукт на своих жёнах и подругах и были уверены в его уникальности и качестве.
Маркетинг Olay также был уникальным, поскольку его никогда не описывали как увлажняющий крем или даже как флюид для красоты. Нигде на упаковке не было написано, что на самом деле делает продукт. В печатной рекламе использовался слоган типа «Поделитесь секретом того, как вы выглядите моложе» (англ. «Share the secret of a younger looking you»). Одновременно рассказывалось о «секрете красоты» Oil of Olay. Другие рекламные объявления были написаны в виде личных посланий читателю от вымышленного обозревателя советов по имени Маргарет Меррил. Они публиковались в журнале «Ридерз дайджест» и газетах и часто выглядели как редакционные статьи.
Вульф и Лоу, которые управляли компанией под знаменем Adams National Industries (ANI), не продавали продукт в торговлю. Вместо этого было ожидание того, что аптеки попросят о продажах Olay на основе потребительских запросов.
Когда продукция Olay начала продаваться на международном рынке, компания ANI решила изменить название продукта в каждой стране, чтобы оно звучало приятно и реалистично для потребителей. Это привело к появлению Oil of Ulay (Ирландия и Великобритания), Oil of Ulan (Австралия) и Oil of Olaz (Франция, Германия, Италия и Нидерланды). В 1970 году начались тестовые продажи Olay в США. Одновременно была начата экспансия продукции Olay в Северную Германию.

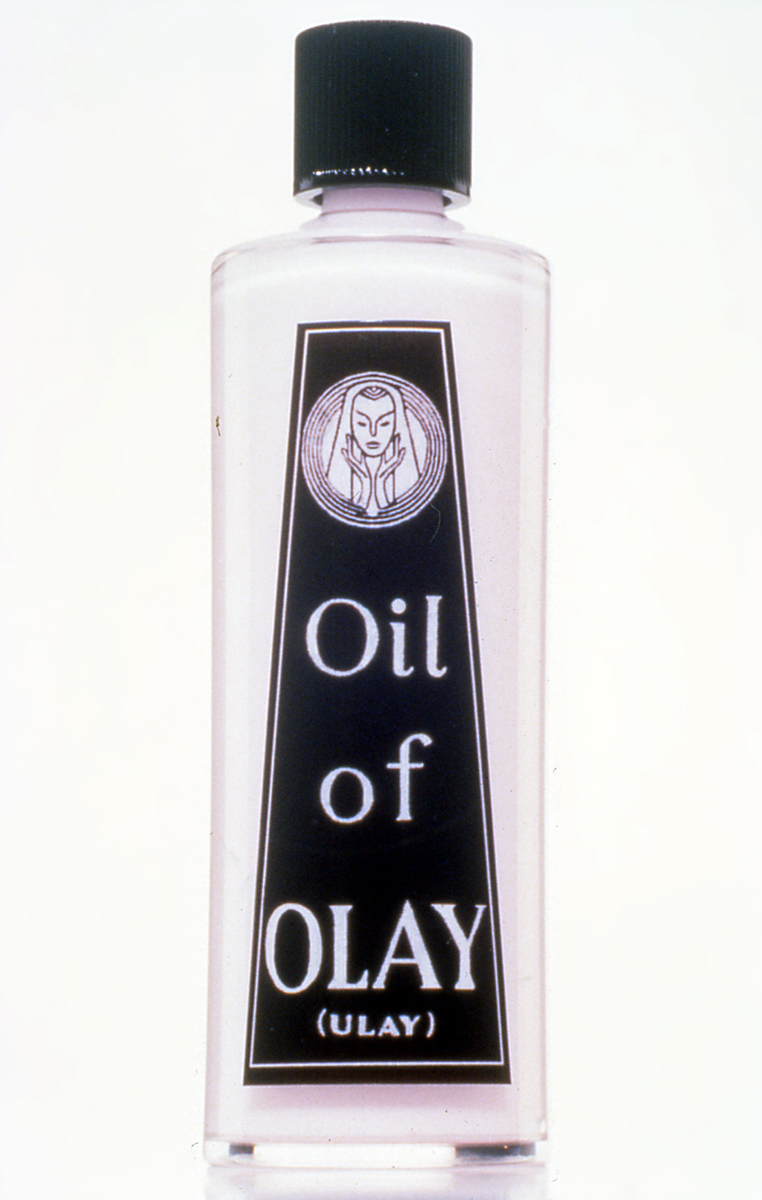
Oil of Olay, 1952 год

В ноябре 1970 года лаборатория Richardson Merrell Inc. (позднее — Richardson-Vicks Inc.) приобрела компанию ANI в ноябре 1970 года. Компания RVI написала слово «Oil» с заглавной буквы и добавила дополнительное название «Beauty Fluid», чтобы помочь защитить товарный знак. Кроме того, был добавлен отдел продаж, а одновременно была создана телевизионная реклама. В ассортимент бренда вошли такие товары, как Night of Ulay и Beauty Cleanser. Продукция Olay начала продаваться во многих странах (в Испании, Франции и Германии).
Результатом усилий Richardson Merrell стал резкий рост продаж. Однако, как и в случае со многими брендами, бизнес управлялся неравномерно, поэтому между странами наблюдались различия в показателях.
В 1985 году компания RVI была приобретена компанией Procter & Gamble. В 2013 году Olay стал 13-миллиардным брендом P&G. В ассортимент бренда вошли гипоаллергенные продукты, очищающие средства, крема, мыло и гель для душа. С 1996 по 2001 год существовало подразделение Olay Cosmetics.
В 1999 году был проведён ребрендинг. Вместо названий Oil of Ulan и Oil of Ulay используется название Olay. В немецкоязычных странах и Италии продукция по-прежнему продаётся под названием Oil of Olaz. В Нидерландах и Бельгии средство было переименовано в Olaz.

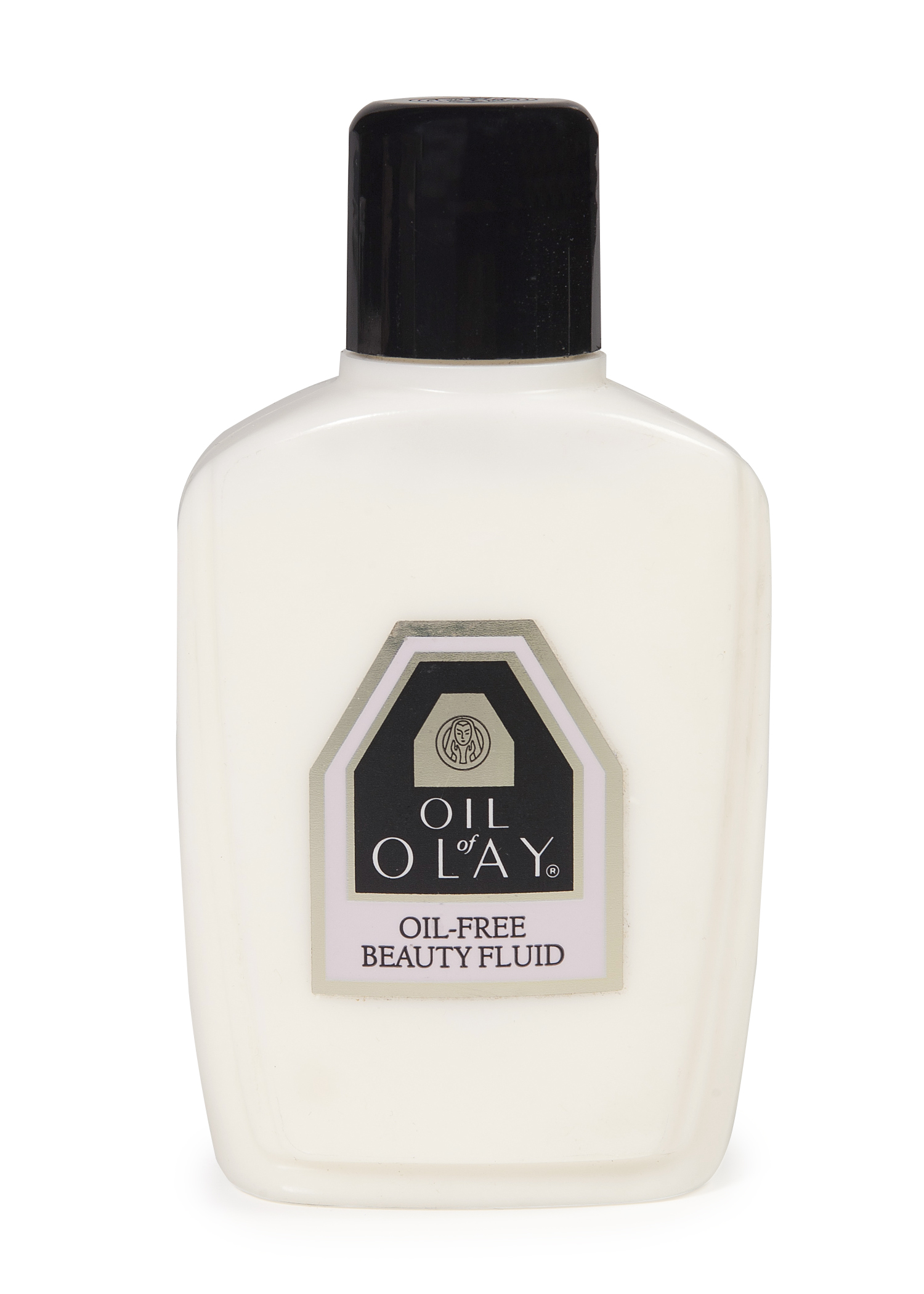
Oil of Olay, 1992 год

В октябре 2000 года продажи средств Olay начались на Филиппинах, а в августе 2007 года — в Индии. С 2010 по 2020 год в немецкоязычных странах средства назывались Olaz, а с 2020 года средства называются Olay.
В 2019 году Сара Хайленд в партнёрстве с Olay провела кампанию по созданию продуктов для кожи.
В 2024 году был представлен новый курс по косметике на платформе онлайн-обучения Coursera.

## Ингредиенты
В средствах Olay содержится множество различных ингредиентов. Основные ингредиенты — ретинилпропионат (производный от витамина A), глицерин, ниацинамид (витамин B3), солнцезащитный крем широкого спектра действия, кокосовое масло и аминопептиды.

## Награды
В 2011 году Olay занял 1-е место среди 50 лидеров отрасли в рейтинге 50 лучших косметических брендов по версии Brand Finance. Согласно отчёту 2021 года, Olay сохраняет свою высокую позицию, занимая 19-е место в топ-50.